# جريس هوبر
```
جريس موراي هوبر
 
(
بالإنجليزية
: 
Grace Hopper
)‏
 ولدت في 9 ديسمبر 1906 وتوفيت في 1 يناير 1992، كانت 
عالمة حاسوب
 
أمريكية
 ولواء في 
البحرية الأمريكية
، وهي من أوائل المبرمجين لحاسوب 
هارفارد مارك I
 في 1944
[
16
]
، اخترعت أول 
مصرف
 للغة برمجة
[
16
]
[
17
]
[
18
]
[
19
]
[
20
]
، وكانت ضمن الأشخاص الذين عمموا فكرة لغات البرمجة المستقلة عن الآلة والذي قاد إلى تطوير لغة 
كوبول
.
```

وتقديرا لإنجازاتها ورتبتها البحرية كانت تلقب أحيانا بـ"النعمة العظيمة"، وسميت المدمرة الأمريكية USS Hopper بإسمها.

## النشأة والتعليم
وُلدت هوبر في مدينة نيويورك، وكانت أكبر إخوتها الثلاثة، كان والداها (وولتر فليتشر موراي) و(ماري كامبل فان هورن) من أصول استكتلندية وهولندية، وكانا من رواد الكنيسة المجمعية الغربية. كان جد هوبر الأمبر (ألكساندر ويلسون راسل) أدميرالاً في القوات البحرية الأمريكية، وقاتل في معركة خليج موبايل خلال الحرب الأهلية الأمريكية.
كانت هوبر -في مرحلة طفولتها- فضولية للغاية، وهي سمة لازمتها حتى وفاتها، قررت في سن السابعة معرفة كيفية عمل المنبه، فقامت بتفكيك سبع ساعات منبهة قبل أن تدرك والدتها ما تفعله (وأعطتها ساعة منبه واحدة فقط). التحقت هوبر في المرحلة التحضيرية للجامعة بكلية هارتريدج في بيلينفيلد، بولاية نيوجرسي، وذلك بعد أن رُفض طلبها بالقبول المبكر في كلية فاسار في سن السادسة عشر (فقد كانت درجاتها في اللغة اللاتينية منخفضة للغاية)، ولكنها عادت للتقديم في السنة التالية، وقُبلت باختصاص الرياضيات والفيزياء الذي تخرجت منه بدرجة البكالوريوس في عام 1928، وحصلت بعدها على درجة الماجستير من جامعة ييل في عام 1930.
حصلت هوبر في عام 1934 على درجة الدكتوراه في الرياضيات من جامعة ييل تحت إشراف اويستن أور، ونشرت أطروحتها التي حملت عنوان (أنواع جديدة من معايير عدم قابلية الاختزال) في نفس العام. بدأت هوبر بتدريس الرياضيات في كلية فاسار عام 1931، وترقت لمرتبة أستاذ مساعد في عام 1941.
تزوجت هوبر في عام 1930 من الأستاذ فنسنت فوستر هوبر (من مواليد عام 1906، وتوفي في عام 1967) المدرس في جامعة نيويورك واستمر الزواج حتى طلاقهما في عام 1945. لم تتزوج هوبر بعدها، واختارت الاحتفاظ بكنية طليقها.

## الحياة المهنية

### الحرب العالمية الثانية
حاولت هوبر التجنيد لصالح القوات البحرية الأمريكية في وقت مبكر من الحرب العالمية الثانية، وقوبل طلبها بالرفض للعديد من الأسباب من بينها: كونها في سن الرابعة والثلاثين الذي يتجاوز السن الأعلى للتجنيد، إضافة إلى انخفاض نسبة وزنها إلى طولها بدرجة كبيرة، وقد كانت قيمتها العالية كعالمة في الرياضيات وأستاذة في كلية فاسار بالنسبة للمجهود الحربي سبباً إضافياً لرفض طلبها بالالتحاق بالقوات البحرية. حصلت هوبر خلال حرب عام 1934 على إذن غياب من جامعة فاسار، إذ سافرت لتؤدي اليمين في قوات البحرية الاحتياطية الأمريكية، فكانت واحدة من العديد من النساء اللواتي تطوعن للخدمة في القوات البحرية الأمريكية (الاحتياطية النسائية)، كان يترتب على هوبر أن تحصل على استثناءٍ للانضمام إلى القوات، فقد كان وزنها أقل بـ 15 رطلاً (6.8 كغ) من الحد الأدنى المطلوب للانضمام إلى القوات البحرية وهو 120 رطلًا (54 كغ). تبلغت قرار قبولها في القوات البحرية في شهر ديسمبر/ كانون الأول، وتلقت تدريبها في مدرسة ميدشيبمين البحرية الاحتياطية التابعة لكلية سميث في مدينة نورثهامبتون الواقعة في ولاية ماساتشوستس. تخرجت هوبر في عام 1944 بالمرتبة الأولى على دفعتها، وعُينت في مشروع حوسبة مكتب السفن في جامعة هارفرد برتبة ملازم مبتدئ. خدمت هوبر ضمن فريق هارفرد مارك  Iبرئاسة هوارد أيكن. تعاونت هوبر مع أيكن في وضع ثلاث أوراق بحثية حول حاسوب هارفرد مارك I الكهروميكانيكي، والمعروف أيضاً باسم »الآلة الحاسبة ذات المراقبة الأوتوماتيكية للتسلسل «. رُفض طلب هوبر بالنقل إلى القوات البحرية النظامية عقب نهاية الحرب بسبب عمرها المتقدم الذي كان في ذلك الوقت 38 عاماً، فاستمرت بخدمتها مع القوات الاحتياطية البحرية. بقيت هوبر في مختبر الحوسبة في جامعة هارفرد حتى عام 1949، ورفضت منحة أستاذية كاملة في كلية فاسار للعمل كزميل أبحاث في جامعة هارفرد بموجب عقدها مع القوات البحرية.

### طور الحاسوب الأوتوماتيكي العالمي UNIVAC I
حصلت هوبر في عام 1949 على وظيفة في شركة إيكيرت ماوتشلي ككبيرة علماء الرياضيات، وانضمت فيها إلى فريق تطوير الحاسوب الأوتوماتيكي العالمي (الذي يُعرف اختصاراً باللغة الإنكليزية بـ UNIVAC I). شغلت هوبر أيضاً منصب مدير تطوير البرمجة الإلكترونية للحاسوب الأوتوماتيكي العالمي ضمن معمل ريمنجتون راند. كان الحاسوب الأوتوماتيكي العالمي في عام 1950 أول حاسوب إلكتروني واسع النطاق يُطرح في الأسواق، وكان يتجاوز كومبيوتر مارك I في القدرة على معالجة المعلومات.
عندما أوصت هوبر بتطوير لغة برمجة جديدة تعتمد بالكامل على كلمات اللغة الإنكليزية »أتاها الرد سريعاً بأنها لن تكون قادرة على إتمام هذه المهمة، لأن أجهزة الحاسوب تعجز عن فهم اللغة الإنكليزية«، ولكنها استمرت بالمحاولة على أي حال، وأوضحت أن التعامل مع اللغة الإنكليزية وكتابة البيانات باستخدامها أسهل على معظم الناس من الكتابة باستخدام الرموز. »قررت إلزام معالجي البيانات بكتابة برامجهم باللغة الإنكليزية، لتقوم أجهزة الكومبيوتر بعد ذلك بترجمة هذه البيانات وتحويلها إلى لغة تفهمها الآلة «.

### تطوير لغة كوبول COBOL
في عام 1959 ، اجتمع خبراء الكمبيوتر من الصناعة والحكومة معًا في مؤتمر استمر لمدة يومين عُرف باسم مؤتمر لغات أنظمة البيانات. عملت هوبر كمستشارة فنية للجنة ، وعمل العديد من موظفيها السابقين في اللجنة المؤقتة التي طورت اللغة الجديدة COBOL.
من عام 1967 إلى عام 1977 ، عملت هوبر كمدير لمجموعة لغات البرمجة البحرية في مكتب البحرية لتخطيط نظم المعلومات وتم ترقيتها إلى رتبة نقيب في عام 1973. قامت بتطوير برنامج التحقق من صحة COBOL والمترجم الخاص به كجزء من توحيد COBOL برنامج للبحرية بأكملها.

## مؤتمر جريس هوبر للمرأة في التكنولوجيا
يعتبر مؤتمر جريس هوبر للمرأة في التكنولوجيا من أشهر التجمعات الدولية في المجال، و يتم تنظيمه سنويا في الولايات المتحدة الاميركية، منذ عام 1994، من طرف معهد أنيتا بورج للمرأة و التكنولوجيا, يهدف هذا الحدث إلى دعم المرأة في مجال علوم الحاسوب و تشجيعها على اختيار هذا التخصص كمسار مهني، من خلال توسيع علاقاتهن المهنية و توجيههن.

## أبرز مقولاتها
1. "البشر لديهم حساسية من التغيير. إنهم يحبون أن يقولوا ، "لقد فعلنا ذلك دائمًا بهذه الطريقة". أحاول محاربة ذلك. لهذا السبب لدي ساعة على الحائط تعمل بعكس اتجاه عقارب الساعة ".[36]
2. "الكأس ليس نصف فارغ ولا نصف ممتلئ. إنه ببساطة أكبر مما يجب أن يكون. فمن الأسهل الحصول على الغفران من الإذن."[37]

## وفاة
توفيت جريس في فاتح يناير عام 1992, عن عمر يناهز 85 سنة في مدينة أرلينغتون بولاية فيرجينيا الأميركية.